# 분대 자동 화기

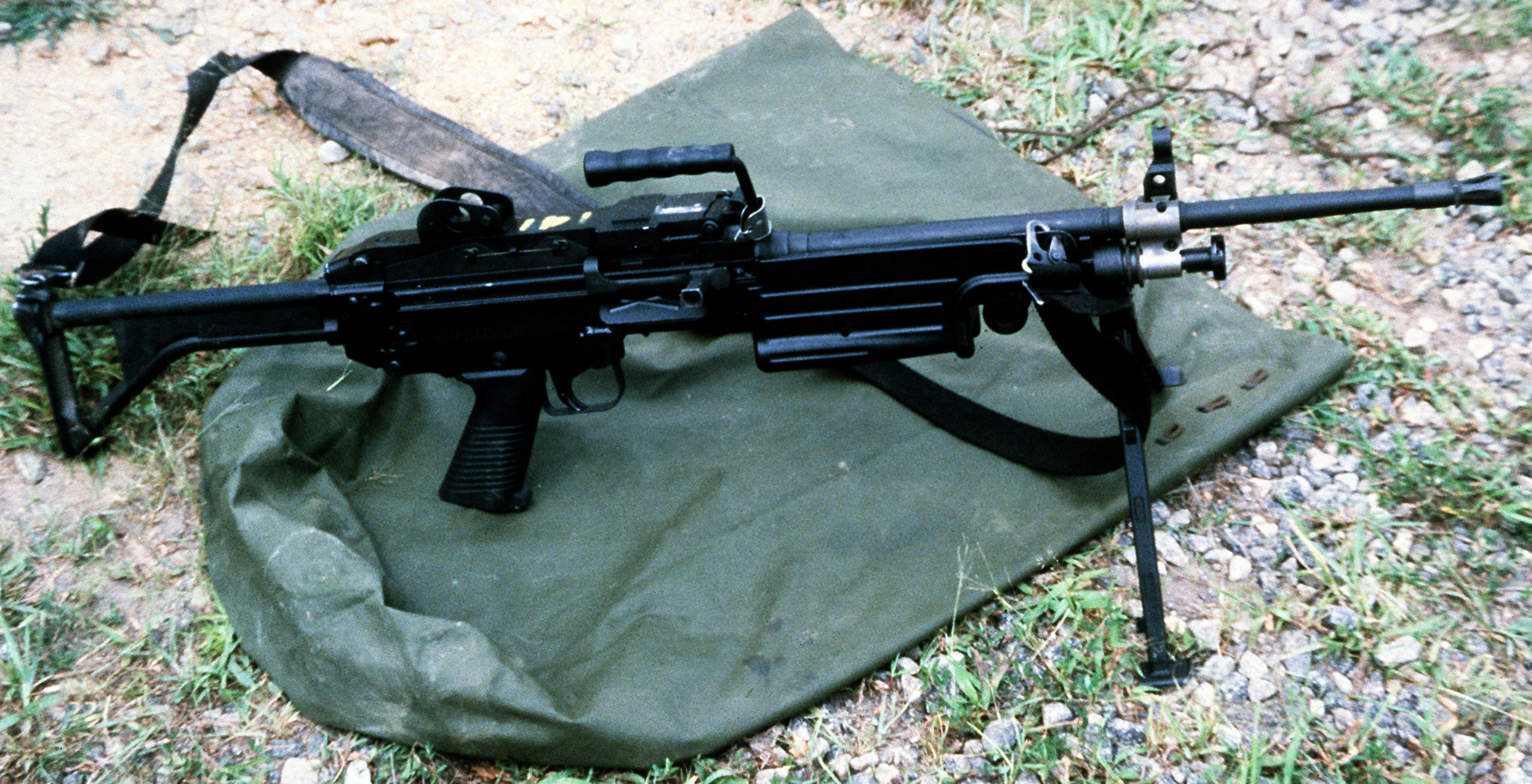
미군 M249 (FN 미니미) 분대 자동 화기

분대 자동 화기(Squad Automatic Weapon, SAW) 또는 경 지원 화기(Light Support Weapon, LSW)는 보병 분대 핵심 화력으로 분대당 1~2정씩 배치되며, 보통 양각대를 갖춘 경기관총 또는 라이플 형태이다. 탄환은 일반적으로 소총탄과 공용이다.

## 역사

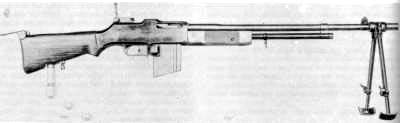
브라우닝 M1918A2 자동소총

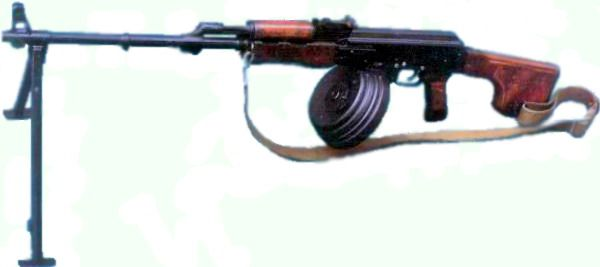
구 소련 RPK 분대 지원 화기

2차대전 중 미군의 분대 자동 화기는 브라우닝 M1918A2 자동소총이었다. 볼트액션식 소총이 주를 이루던 당시에 미군은 반자동 소총 M1 개런드를 주력으로 삼았으나 20발 들이 탄창을 장착하는 BAR(Browning Automatic Rifle)의 연사능력을 높이 사 이를 분대당 1정씩 배치하였다.
현대적 분대 자동 화기 개발에 큰 영향을 끼친 것은 구 소련제 RPD이다. RPD는 AK-47과 같은 탄을 사용하는 탄띠급탄식 경기관총이다. RPD는 이후 RPK로 교체되었다. RPK는 기존 AK-47 돌격소총과 비교했을 때, 길고 굵은 총열, 더 튼튼한 몸통, 다른 조준장치를 가지고 있으며, 보통 기존 탄창보다 용량이 큰 드럼탄창이나 40발 들이 탄창을 사용한다.
베트남전의 전훈을 바탕으로 미군에 채택된 M249(FN 미니미)는 탄창 및 탄띠급탄식 겸용의 경기관총으로 급한 경우에는 보병의 M16 탄창을 사용할 수 있다. 그러나 이 기능의 효용성에 대해서는 논란이 있다. 기관총 사수가 다른 병사의 탄창을 빌려써야 하는 상황이라면 이미 그 전에 후퇴해야 할 상황이라는 의견도 있고, 마일즈 훈련을 받은 어떤 병사는 꼭 필요한 기능이라고 평가하기도 하였다.
현재까지 개발되었거나 채택된 SAW는 크게 소총 기반 분대 자동 화기, 탄창식 분대 자동 화기, 탄띠급탄식 분대 자동 화기로 구별할 수 있다. 탄띠급탄식 중엔 탄창을 겸용해서 쓸 수 있는 화기들도 있다.

## 종류

### 소총 기반 분대 자동 화기

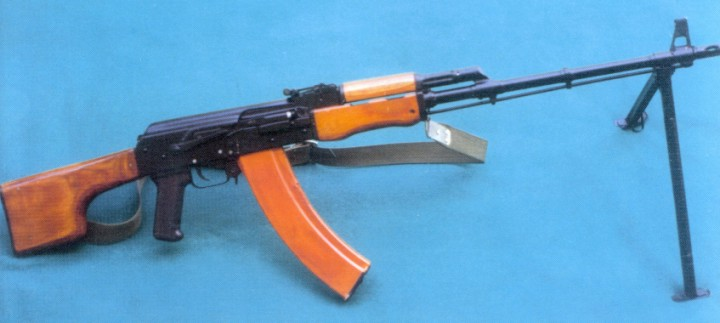
구 소련 RPK-74 분대 자동 화기

기존 사용 중인 돌격소총을 기반으로 하여 총열을 일반 소총보다 길고 굵은 것으로 교체하고 기존 탄창보다 용량이 큰 탄창을 사용하는 것이다. 이 외에 다른 부분들도 개량하는 경우가 있는데, RPK 같은 경우 더 튼튼한 몸통(receiver)을 가지고 있으며 개머리판과 조준장치도 AK-47과 다르다. 가장 간단하고 값싸게 개발할 수 있으며 별도의 훈련과 보급 및 유지보수 체계가 최소화 된다는 점이 장점이나, 일반적으로 연사 능력, 내구성 면에서 탄띠급탄식보다 부족하다. 구 소련의 경우 탄띠급탄식 RPD를 소총 기반 RPK로 교체하였다. 다음과 같은 것들이 있다.
- RPK / RPK-74 : 러시아
- DP-28

DP-28은 47발 드럼탄창을 위에 장착하여 발사하는 방식의 소련의 분대지원 화기이다. 많이 사용하지는 않았지만 제2차 세계대전의 대표적인 분대 지원 화기다.
- 콜트 자동 소총(Colt Automatic Rifle) : 미국 콜트 사와 캐나다의 디마코사에서 개발하였다. M16 LMG, M16A2 LMG라고도 불린다. 덴마크 군에서 사용 중이다.
- AUG-HBAR : (오스트리아 슈타이어 사)
- L86 (영국) : A1형과 A2형이 있으나 큰 차이는 없다. A2형은 헤클러&코흐사가 영국군의 의뢰를 받아 A1을 개량한 것이다.
- XM8 Automatic Rifle : HK사 XM-8의 변형
- LMG36 : 독일 HK사

### 탄창식 분대 자동 화기
주로 100발들이 탄창을 사용하지만, 기존 소총을 바탕으로 개발된 것이 아니라 처음부터 분대 자동 화기를 목적으로 개발된 것이다.
- 울티맥스100 (싱가포르)

### 탄띠급탄식 분대 자동 화기

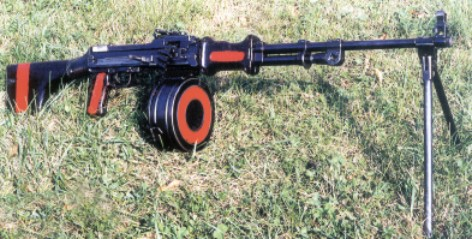
구 소련 RPD 분대 자동 화기

- 네게브 (이스라엘 : 어댑터를 사용하여 탄창도 사용가능하다.
- 세트메 아멜리 경기관총 (스페인)
- FN 미니미 (벨기에) : M249 SAW라는 명칭으로 미군이 정식 채용하면서 전 세계적인 베스트셀러가 됨. M16 탄창도 사용가능하다.
- K3 기관총 (대한민국 S&T 대우) : FN 미니미와 거의 동일한 설계를 가지고 있다.
- MG4 (독일 HK사) : 헤클러&코흐가 FN 미니미 스타일로 개발한 경기관총
- RPD (러시아) : 중국에서 56식 경기관총으로 생산, 많은 수가 베트남 전쟁 중 북베트남 군에서 사용되었다.
- SS77 미니 (남아프리카공화국) : 7.62mm NATO 다목적 기관총인 SS77을 5.56 mm NATO로 개조한 것.

## 같이 보기
- 중기관총 (重)
- 중기관총 (中)
- 경기관총
- 다목적 기관총